# Ивица Олић
Ивица Олић (Давор, 14. септембар 1979) бивши је хрватски фудбалер који је играо на позицији нападача. Тренутно је асистент тренера репрезентације Хрватске.

## Клупска каријера
Почео је да игра фудбал у селу Давор код Нове Градишке. Године 1996. прелази у Марсонију из Славонског Брода. 2001. прелази у НК Загреб а наредне године у Динамо Загреб.
Са московским ЦСКА освојио је три првенства, два Купа, један Суперкуп и Куп УЕФЕ. У полусезони 2006/07. потписао је уговор на две и по сезоне са немачким ХСВ-ом. У сезони 2007/08. је такође играо у првој постави ХСВ-а, а стрелац је и првог хет-трика у историји клуба.

## Репрезентација
За хрватску репрезентацију је одиграо 104 утакмице и постигао 20 голова.